# Bindjeng II
Bindjeng II ou Bindjeng Pionnier est un village du département du Nkam au Cameroun. Situé dans l'arrondissement de Nkondjock, il est localisé à 16 km de Nkondjock, sur la route qui lie Yabassi à Nkondjock et à Bafang. 

## Population et environnement
En 1967, le village de Bindjeng II  avait 30 habitants. La population est essentiellement composée des Bandem. La population de Bindjeng II était de 327 habitants dont 174 hommes et 153 femmes, lors du recensement de 2005. 